# Números de teléfono de España

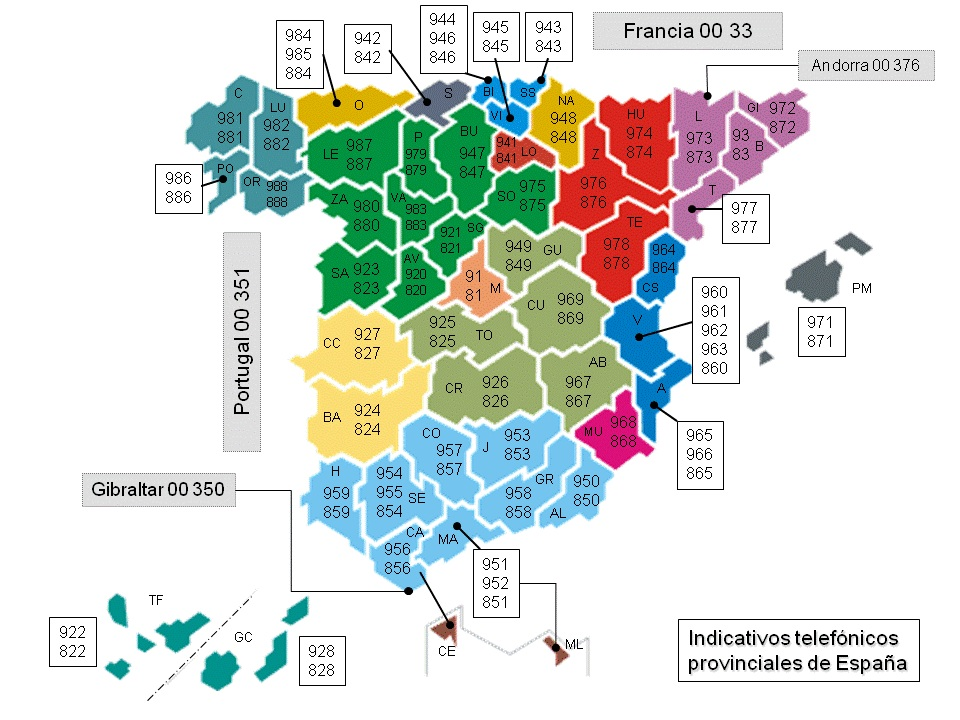
Prefijos provinciales de España

Los números de teléfono de España están formados en su mayoría por nueve dígitos, con excepción de algunos números como los de emergencia. Los números de teléfonos fijos empiezan por 9 u 8 y los móviles empiezan por 6 o 7. Los números fijos están distribuidos geográficamente por provincias, siendo las primeras 3 cifras (con el 8 o 9 inicial) el prefijo provincial. Además existen otros números que empiezan por otras cifras.
| Número telefónico           | Tipo de servicio |
| --------------------------- | --- |
| 00                          | prefijo de llamada international                                                                                              |
| 0AB, siendo A≠0             | números de emergencia o servicios especiales                                                                                  |
| 11..                        | números armonizados europeos, como el 112 de emergencias, los 116XYZ de interés social y los 118XY de información telefónica. |
| 1A.., siendo A≠1            | servicios de operadores |
| 2, 3 y 4                    | reservados |
| 50..                        | servicios de red privada virtual                                                                                              |
| 51..                        | servicios vocales nómadas |
| 590..                       | servicios M2M |
| 5A, siendo A≠0, 1 o 9       | sin asignar |
| 6.. y 7A.., siendo A=1 a 4  | números móviles |
| 70..                        | numeración personal |
| 7B, siendo B=5 a 9          | sin asignar |
| 8AB.. y 9AB, siendo A≠0 o 9 | números geográficos fijos |
| 800.. y 900                 | números gratuitos |
| 80A.., siendo A=3, 6 o 7    | números con coste adicional                                                                                                   |
| 901 o 902                   | números de coste compartido                                                                                                   |

El prefijo telefónico internacional de España es +34.

## Historia
Antes de 1998, se podían realizar llamadas de teléfono locales sin marcar el prefijo provincial. Además, los números móviles empezaban por 9 y las llamadas internacionales se hacían marcando el prefijo 07.
Desde 1998, los números de teléfono pasaron a tener siempre nueve dígitos, incluyendo el prefijo provincial, y los números móviles pasaron a empezar por 6.
Desde octubre de 2011, los móviles empezaron a utilizar también los números que comienzan por 7.

## Sistema de numeración

### Fijos
En España, los números telefónicos de la red fija nacional están formados por nueve dígitos y empiezan por 9 u 8, siguiendo el formato 9AX XY WZ AB o 8AX XY WZ AB (desde fuera de España : +34 9AX XY WZ AB o +34 8AX XY WZ AB), siendo el primer A una cifra distinta de 0 o de 9. Los números que comienzan por 90 y 80 no son números geográficos, sino números de tarifas especiales, que pueden ir desde números gratuitos (900 y 800), hasta números con coste adicional (80X). Los números que comienzan por 5 y algunos que empiezan por 8, son utilizados como números nómadas o virtuales (telefonía IP), siendo la libertad de localización plena para los que empiezan por 5 (sin vinculación geográfica) y vinculados a una provincia para los que empiezan por 8. Algunos municipios fronterizos pueden tener el prefijo de la provincia limítrofe.
Para marcar con número oculto desde un fijo, hay que marcar 067 antes (ejemplo: 067 XYZ AB CD EF)

### Móviles
Los números de telefonía móvil están formados por nueve dígitos y comienzan por 6 y, desde octubre de 2011 para algunas operadoras, pueden comenzar por 7, siguiendo el formato 6XY WZ AB CD o 7XY WZ AB CD (desde fuera de España : +34 6XY WZ AB CD o +34 7XY WZ AB CD). Originalmente, cada operador tenía asignados unos prefijos concretos, por ejemplo el 618 era de Movistar y el 664 era de Vodafone. Sin embargo, como existe la posibilidad de cambiar de compañía manteniendo el número mediante la portabilidad, esto ya no se cumple siempre.
Para marcar con número oculto desde un móvil, hay que marcar #31# antes (ejemplo : #31# XYZ AB CD EF).

### Tarificación adicional
Los números de tarificación adicional pueden comenzar por 90 o por 80, y existen varios tipos:
- Gratuitos para el llamante: 900 XY WZ AB y 800 XY WZ AB (el coste lo abona el que recibe la llamada);
- Coste bajo: 901 XY WZ AB (precio de llamada nacional repartido entre el abonado llamante y el llamado) y 902 XY WZ AB (precio llamada nacional para el llamante);
- Coste alto: 905 XY WZ AB (para llamadas masivas o televoto), 907 XY WZ AB (líneas de sistemas de datos) y 803 XY WZ AB / 806 XY WZ AB / 807 XY WZ AB; todos estos con un coste elevado y remuneración para el llamado (el llamante paga un sobre precio para el servicio: 803 (adultos), 806 (tarot) y 807 (profesionales)).
- Otros: 908 XY WZ AB / 909 XY WZ AB (acceso a Internet).

Anteriormente también existían los números de radiobúsqueda que empezaban por 940, pero este servicio ha finalizado y actualmente ese prefijo se encuentra sin asignar.

### Otros números
Todos los números de teléfono en España son de nueve dígitos, exceptuando :
- el número único de emergencias (112) y otros similares como 010 (atención al ciudadano local) ; 011 (información de tráfico y auxilio en carretera) ; 012 (atención al ciudadano autonómico) ; 016 (atención a víctimas de violencia de género) ; 017 (ayuda en ciberseguridad) ; 024 (prevención del suicidio) ; 060 (información de la Administración general del Estado) ; 061 (información de urgencias médicas (SUMMA 112, etc.)), 062 (guardia civil) ; 080 (bomberos locales) ; 085 (bomberos provinciales) ; 091 (policía nacional) y 092 (policía local) ;
- los números de información telefónica son de 5 dígitos y siempre empiezan por 118 ; estos números suelen tener costes altos (2,50€/minuto) y su marcación está bloqueada por los operadores para evitar una subida grande del precio de la factura ;
- números específicos de atención al cliente (y generalmente gratuitos) para operadores telefónicos como Movistar (1004 y soporte técnico : 1002), O2 (1551) ; Jazztel (1565) ; Vodafone (22123), Orange (1470), etc. ;
- números internos para servicios de los operadores que comienzan por 12 o 22 (ejemplos : Vodafone : contestador 22177, recarga bancaria 22132  o consulta de Saldo 22131, Movistar : contestador 1210 (fijo) o 22123 (móvil), consulta automática (sólo fijo) (despertador, hora, noticias, loterías, farmacias de guardia, autobuses urbanos, bocas de metro, horóscopo, etc.),  1212 (antes 093, 095, 096, 097 y 098), Yavoy (tonos de espera) 2210 o programa de puntos 2236, Jazztel : contestador 069 (fijo) o 1222 (móvil), Orange : contestador 1200 (fijo) o 242 (móvil), etc.) por lo que un mismo número que se utilice en un operador para prestar un determinado servicio, podrá utilizarse en otro operador para un servicio distinto, o no usarse para nada ;
- los números de interés social que son de 6 dígitos y comienzan por 116, como el 116000 (niños desaparecidos) o el 116111 (ayuda a la infancia), atendidos por la Fundación ANAR ;
- todos los números de los SMS premium que son de 5 o 6 dígitos con la nueva legislación, que antiguamente eran 3 o 4 dígitos ;
- números que empiezan por asterisco (*) ejemplo : *111# para anticipos de saldo, *167# para consultar la tarifa contratada en Jazztel o *10# para activar el contestador en Movistar, entre otros.

## Prefijos provinciales
| Provincia              | Prefijo                                   |
| ---------------------- | ----------------------------------------- |
| Álava                  | 945 / 845                                 |
| Albacete               | 967 / 867                                 |
| Alicante               | 965 y 966 / 865                           |
| Almería                | 950 / 850                                 |
| Asturias               | 984 y 985 / 884                           |
| Ávila                  | 920 / 820 / 863                           |
| Badajoz                | 924 / 824                                 |
| Barcelona              | 93 / 83                                   |
| Burgos                 | 947 / 847                                 |
| Cáceres                | 927 / 827                                 |
| Cádiz                  | 956 / 856 (compartidos con Ceuta)         |
| Cantabria              | 942 / 842                                 |
| Castellón              | 964 / 864                                 |
| Ciudad Real            | 926 / 826                                 |
| Córdoba                | 957 / 857                                 |
| La Coruña              | 981 / 881                                 |
| Cuenca                 | 969 / 869                                 |
| Gerona                 | 972 / 872                                 |
| Granada                | 958 / 858                                 |
| Guadalajara            | 949 / 849                                 |
| Guipúzcoa              | 943 / 843                                 |
| Huelva                 | 959 / 859                                 |
| Huesca                 | 974 / 874                                 |
| Islas Baleares         | 971 / 871                                 |
| Jaén                   | 953 / 853                                 |
| León                   | 987 / 887                                 |
| Lérida                 | 973 / 873                                 |
| Lugo                   | 982 / 882                                 |
| Madrid                 | 91 / 81                                   |
| Málaga                 | 951 y 952 / 851 (compartidos con Melilla) |
| Murcia                 | 968 / 868                                 |
| Navarra                | 948 / 848                                 |
| Orense                 | 988 / 888                                 |
| Palencia               | 979 / 879                                 |
| Las Palmas             | 928 / 828                                 |
| Pontevedra             | 986 / 886                                 |
| La Rioja               | 941 / 841                                 |
| Salamanca              | 923 / 823                                 |
| Segovia                | 921 / 821                                 |
| Sevilla                | 954 y 955 / 854                           |
| Soria                  | 975 / 875                                 |
| Tarragona              | 977 / 877                                 |
| Santa Cruz de Tenerife | 922 / 822                                 |
| Teruel                 | 978 / 878                                 |
| Toledo                 | 925 / 825                                 |
| Valencia               | 960, 961, 962 y 963 / 860                 |
| Valladolid             | 983 / 883                                 |
| Vizcaya                | 944 y 946 / 846                           |
| Zamora                 | 980 / 880                                 |
| Zaragoza               | 976 / 876                                 |